# Brno-Žebětín
Brno-Žebětín je městská část na západním okraji statutárního města Brna. Je tvořena městskou čtvrtí Žebětín (německy Schebetein), původně samostatnou obcí, která byla k Brnu připojena v roce 1971. Její katastrální území má rozlohu 13,60 km². Samosprávná městská část vznikla 24. listopadu 1990. Žije zde přibližně 6200 obyvatel.
Pro účely senátních voleb je území městské části Brno-Žebětín zařazeno do volebního obvodu číslo 55.

## Název
Jméno vesnice bylo odvozeno od (mužského) osobního jména Žěběta, jehož starší podoba Žabata byla odvozena od jména Žába totožného s obecným žába. Význam místního jména byl "Žěbětův majetek".

## Historie
Nejstarší zmínka o vsi Žebětín pochází z roku 1235 (Sebetin). Žebětín byl od středověku do roku 1848 rozdělen na 3 díly pod různými vrchnostmi, které se poté spojily v jednu obec. K Brnu byl Žebětín připojen 26. listopadu 1971. Poté až do roku 1976 tvořil Žebětín s celým svým katastrem samostatnou městskou část s vlastním místním národním výborem, která se nejprve nazývala Brno XVI-Žebětín, ale k 1. květnu 1972 byla přejmenována na Brno-Žebětín. Od 15. července 1976 do 23. listopadu 1990 pak byl celý žebětínský katastr součástí městského obvodu Brno II. Roku 1979 došlo z důvodu přesahu nově budovaného kohoutovického sídliště na katastr Žebětína, ke změně katastrální hranice mezi Kohoutovicemi a Žebětínem. Žebětín přišel o východní okraj svého katastru, zahrnujícího mimo jiné hájenku, a naopak získal od Kohoutovic parcelu s dnešním číslem 2957. Od 24. listopadu 1990 je Žebětín samostatnou městskou částí Brno-Žebětín. V únoru 2015 vstoupila v platnost nová úprava katastrální a správní hranice mezi Žebětínem a Bystrcí v lokalitě Kamechy.

## Příroda
Na katastru Žebětína se rozkládá řada lesů, ve kterých se nachází následující maloplošná chráněná území:
- PP Augšperský potok
- PP Pekárna

Dalším maloplošným chráněným územím na katastru Žebětína je přírodní památka Žebětínský rybník. V lese na východě katastru Žebetína se nachází památný strom dub „Troják“.

## Pamětihodnosti

### Hraniční kameny
V okrajových částech území městské části Brno-Žebětín lze nalézt velké množství starých hraničních kamenů. Nacházejí se v těchto lokalitách:
- jižní hranice PP Pekárna
- hranice m. č. Brno-Bosonohy a Brno-Žebětín v lese západně od Kohoutovic – zde však tyto hraniční kameny nevyznačují v současnosti platnou hranici, nýbrž původní hranici obou katastrálních území, která se zde od současné drobně liší.
- obora Holedná – zde vyznačují hranici Jundrova a Žebětína, respektive panství, k nimž náležely tyto dvě bývalé obce.
- hranice m. č. Brno-Žebětín a obce Popůvky – opět zde hraniční kameny vyznačují hranice panství, k nímž náležely obce Popůvky a Žebětín[6]

## Školství
V roce 2013 byla dostavěna nová škola ZŠ Brno Otevřená, kterou řídí ředitelka Mgr. Dagmar Šenbergerová. V obci je též Mateřská škola s pracovišti Drdy 25 a Kohoutovická 33. Ředitelkou MŠ je Mgr. Alena Poláková.

## Doprava

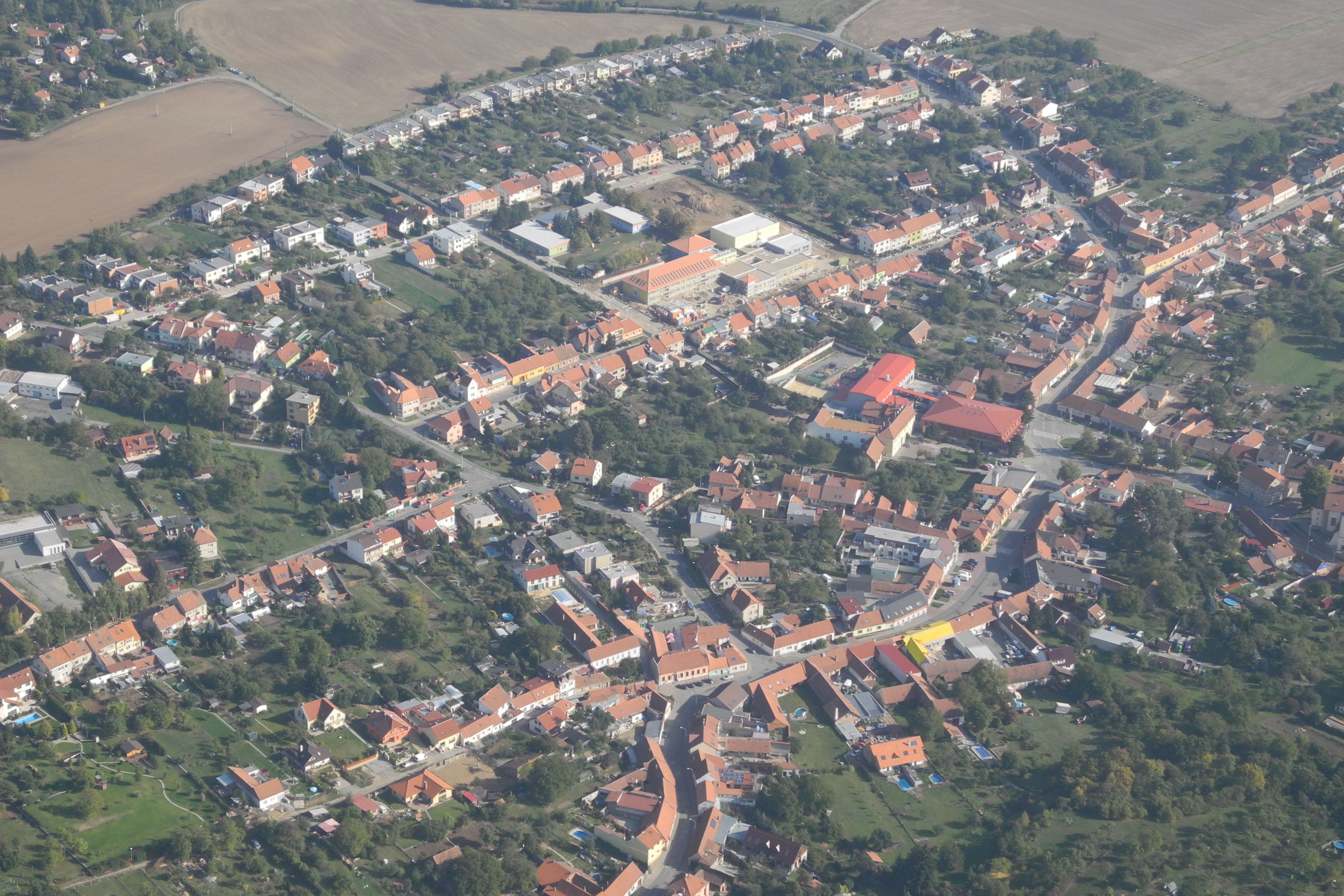
Letecký pohled od jihozápadu

Spojení s městem Brnem zajišťuje Dopravní podnik města Brna pomocí autobusové linky 52 z Mendlova náměstí, přes Žebětín až do Bystrce a zase zpátky. Okružní jízdu přes sídliště Kamechy zajišťuje linka 54. Katastrem Žebětína prochází část trasy nedostavěné „Hitlerovy“ exteritoriální dálnice Vídeň - Vratislav, na jejímž tělese zde byla v 80. letech vybudována zčásti čtyřproudová silnice do Bystrce.

## Sport
Nejvýznamnějším sportovním klubem je fotbalový klub SK Žebětín. Kromě dvou dospělých týmů má také několik mládežnických družstev. Dalším významným představitelem žebětínského sportu je Žebětínský Pétanque Club (ŽEPEC). Ten každoročně pořádá turnaj O žebákovu kouli. Od roku 2009 také zahájil činnost juniorského týmu.

## Obyvatelstvo
| 1869 | 1880 | 1890  | 1900  | 1910  | 1921  | 1930  | 1950  | 1961  | 1970  | 1980  | 1991  | 2001  | 2011  | 2021  |
| ---- | ---- | ----- | ----- | ----- | ----- | ----- | ----- | ----- | ----- | ----- | ----- | ----- | ----- | ----- |
| 849  | 904  | 1 001 | 1 202 | 1 440 | 1 401 | 1 554 | 1 680 | 1 843 | 1 835 | 1 939 | 1 872 | 2 070 | 3 577 | 6 222 |

## Symboly

### Znak městské části
Zeleně a stříbrně dělený štít, v horním zeleném poli stříbrná radlice a zlatý hrozen, v dolním stříbrném poli červené srdce, z něhož vyrůstají na třech stoncích tři červenožluté květiny se dvěma listy.

### Vlajka městské části
List tvoří dva vodorovné pruhy – zelený-stříbrný – v poměru 1 : 1, v zeleném pruhu stříbrná radlice a zlatý hrozen. Poměr šířky k délce je 2 : 3.